# حلبة إنزو دينو فيراري

المسار

الحلبة

حلبة إنزو دينو فيراري هي حلبة سباقات تقع قرب قرية إيمولا غرب بولونيا في إيطاليا. سميت الحلبة بعد مؤسس فيراري اينزو فيراري وابنه دينو - الذي توفي في الخمسينيات - والحلبة لديها ترخيص درجة أولى من الاتحاد الدولي للسيارات. استضافت الحلبة سباقات الفورمولا 1، بطولة العالم للسوبربايك وبطولة العالم لسيارات السياحة. يعتبر الألماني مايكل شوماخر صاحب أسرع لفة في هذه الحلبة.

## أعلام
- آيرتون سينا